# Петсамо (губернія)

Герб губернії

Петсамо (фін. Petsamon lääni, швед. Petsamo län) — губернія Фінляндії від 1921 до 1922 року. Адміністративним центром губернії було місто Петсамо (нині Печенга).

## Історія формування
Губернію утворено 14 лютого 1921 року, після того, як радянська Росія за Тартуським мирним договором поступилася 14 жовтня 1920 року областю Петсамо Фінляндії. Проте вже 1 січня 1922 року губернію Петсамо приєднано до губернії Оулу, до якої губернія Петсамо увійшла єдиним муніципалітетом. А 1938 року територія муніципалітету стала частиною губернії Лаппі, виділеної з Оулу. 1944 року муніципалітет передано Радянському Союзу, що 1947 року закріплено Паризьким мирним договором. На більшості території колишньої губернії утворено Печензький район Мурманської області РРФСР; менша частина увійшла до Кольського району.
Площа муніципалітету на 1941 становила 10 480 км2. 1941 року в Петсамо проживало 4750 осіб.
Очолював Петсамо Ілмарі Вейкко Хеленіус.